# Ґужно (Лещинський повіт)
Ґужно (пол. Górzno) — село в Польщі, у гміні Кшеменево Лещинського повіту Великопольського воєводства.
Населення — 343 особи (2011).

## Демографія
Демографічна структура станом на 31 березня 2011 року:
|          | Загалом | Допрацездатний вік | Працездатний вік | Постпрацездатний вік |
| -------- | ------- | ------------------ | ---------------- | -------------------- |
| Чоловіки | 172     | 40                 | 114              | 18                   |
| Жінки    | 171     | 32                 | 95               | 44                   |
| Разом    | 343     | 72                 | 209              | 62                   |